# Kanton Aix-les-Bains-Centre
Der Kanton Aix-les-Bains-Centre war von 1985 bis 2015 ein französischer Wahlkreis im Département Savoie. Er umfasste das Zentrum der Stadt Aix-les-Bains im Arrondissement Chambéry. Die landesweiten Änderungen in der Zusammensetzung der Kantone brachten zum März 2015 seine Auflösung.